# Saint-Étienne-du-Rouvray
Saint-Étienne-du-Rouvray je francouzská obec v departementu Seine-Maritime v regionu Normandie. Je centrem stejnojmenného kantonu. Saint-Étienne-du-Rouvray se nachází asi 10 km od města Rouen a sousedí s obcemi Le Grand-Quevilly, Sotteville-lès-Rouen, Amfreville-la-Mi-Voie, Belbeuf, Oissel a Gouy.

## Historie
Osídlení v prostoru dnešní obce je doloženo již neolitu, stopy po obyvatelstvu jsou dochovány též z galo-římské doby (2.–3. století n. l.). První písemná zmínka o vesnici Sancti Stephani pochází z 9. století, kdy byla v majetku benediktinského kláštera Saint-Wandrille. Ves se následně rozvíjela díky poloze na obchodní cestě spojující Rouen a Paříž. V 19. století získala průmyslový charakter díky rozvoji železnice Paříž–Rouen, která sem byla dovedena v roce 1843. V roce 1865 byl v Saint-Étienne-du-Rouvray založen bavlnářský závod zaměstnávající až 2000 osob. V roce 1913 přibyly železniční dílny, 1916 slévárna a 1928 papírna.
V roce 2016 se v místním kostele sv. Štěpána odehrál útok, při kterém byl zavražděn kněz Jacques Hamel.

## Vývoj počtu obyvatel
Počet obyvatel